# Кастін (візантійський єпископ)
Кастін (грец. Καστίνος, у деяких джерелах називається Константин (грец. Κωνσταντίνος)) — Візантійський єпископ у 230–237 роках.
Кастін був римським чиновником та язичником. Був охрещений єпископом Аргірополом Кириліаном. Ставши християнином, він роздав бідним усе своє майно.
У 230 році обійняв посаду візантійського єпископа. Помер у 237 році. Його наступником став Євгеній I.
День пам'яті — 25 січня.